# Lechleite

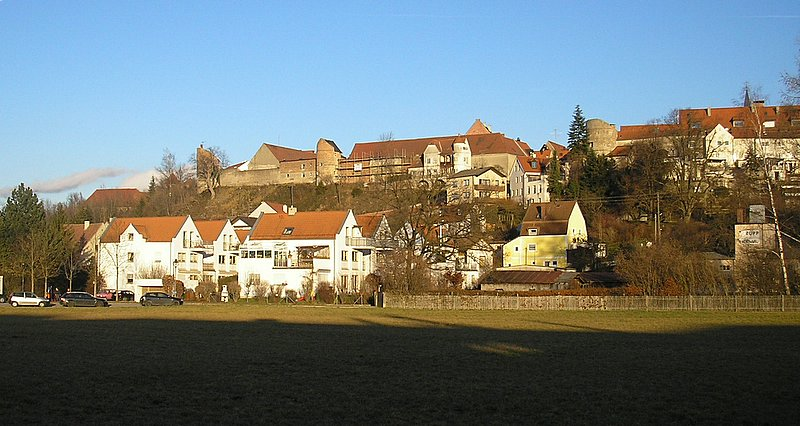
Stadtbefestigung von Friedberg auf der Lechleite

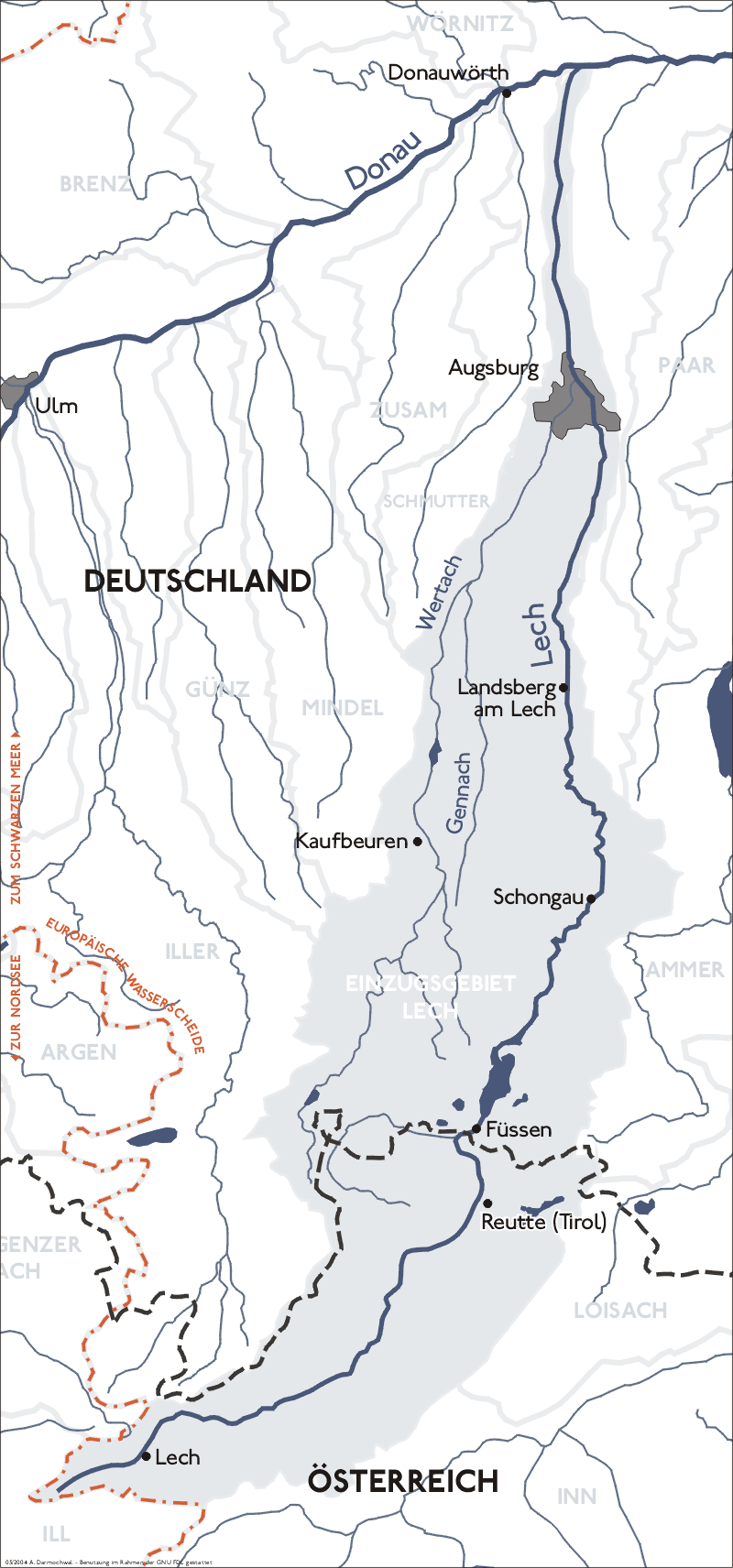
Einzugsbereich und Verlauf des Lech

Die Lechleite ist das Steilufer (bzw. der Steilhang), das im Osten (auch Wertach-Leite) und Westen das Lechtal begrenzt.
In der Risseiszeit hat der Lech als Gletscherschmelzwasserstrom ein breites Bett geschaffen und an seinen Ufern die steile Lechleite geformt. Die Leite steigt bis zu 80 m hoch über die  Talebene an. Wechselfeuchte Bodenverhältnisse, Hangquellen mit natürlichen Tuffrinnen (Crotonenvon commtatum-Moos, subalpine Quellflur) und zu Felsen verbackene Schotter (Nagelfluh) kennzeichnen dieses Gebiet.
Die Lechleite bietet einen weitläufigen Blick über das Lechtal, weshalb viele Burgen und Schlösser am Rand dieser Anhöhe errichtet wurden. Beispiele: Schloss Friedberg, Burgstall Fuchsberg, Burgstall Kissing, Burgstall Mühlhausen, Burgstall Rehling, Burgstall Sandau, Burgstall Sand, Schloss Scherneck, Schloss Mergenthau.